# Gagarinita-(Ce)
La gagarinita-(Ce) (inicialment anomenada zajacita-(Ce)) és un mineral de la classe dels halurs. Anomenada en honor de Iuri Gagarin, el primer cosmonauta. Inicialment anomenada zajacita-(Ce) en honor del Dr. Ihor Stephan Zajac, el geòleg que va liderar l'exploració que va localitzar el mineral. Un sinònim del seu nom és el codi IMA1993-038. és l'anàleg de ceri de la gagarinita-(Y).

## Característiques
La gagarinita-(Ce) és un halur de fórmula química Na(REExCa1-x)(REEyCa1-y)F₆. Cristal·litza en el sistema trigonal. La seva duresa a l'escala de Mohs és 3,5.
Segons la classificació de Nickel-Strunz es troba classificada al grup 3.AB. (Halurs simples sense aigua). Comparteix grup amb els següents minerals: Fluorocronita, tolbachita, Sel·laïta, Cloromagnesita, coccinita, Scacchita, Fluorita, Frankdicksonita, Strontiofluorita, Tveitita-(Y), Gagarinita-(Y), lawrencita i Polezhaevaïta-(Ce).

## Formació i jaciments
S'ha descrit només a la seva localitat tipus, al Canadà.